# Aeroporto di Abéché
L'Aeroporto di Abéché (IATA: AEH, ICAO: FTTC), noto con il nome commerciale in francese di Aérodrome d'Abéché, è un aeroporto ciadiano situato nella parte centro-orientale del Ciad, nella Regione di Ouaddaï, a 2 km a Nord-nord-est dal centro di Abéché, quarta città più grande del Ciad e capoluogo della regione.
La struttura è dotata di una pista di asfalto e bitume lunga 2800 m e larga 30 m, l'altitudine è di 545 m, l'orientamento della pista è RWY 09-27 ed è aperta al traffico commerciale dall'alba al tramonto e al traffico militare.
Presso la struttura viene ospitato il campo capitano Michel Croci, base militare francese della Opération Épervier da cui è partita, fra le altre, l'operazione di infiltrazione militare del 2012 nell'area del Sahel battezzata opération Mourdi nell'àmbito della Operazione Barkhane.

## Incidenti rilevanti
- 11 giugno 2006: il Lockheed C-130 Hercules con marche TT-PAF della Force Aérienne Tchadienne, l'Aeronautica militare del Ciad, in volo dall'Aeroporto di N'Djamena-Hassan Djamous per rifornire truppe ciadiane di stanza ad Abéché, precipita in fase di atterraggio uccidendo i cinque presenti a bordo.[5]